# 카를로 비가토
카를로 비가토(이탈리아어: Carlo Bigatto ˈkarlo biˈɡatto[*]; 1895년 8월 29일, 피에몬테 주 발촐라 ~ 1942년 9월 16일 피에몬테 주 토리노)는 이탈리아의 전 축구 선수이자 감독으로, 현역 시절 미드필더로 활약했다.

## 클럽 경력
비가토는 현역 시절 전부를 이탈리아의 유벤투스에서 보냈고, 주장을 맡았으며, 2번의 세리에 A 우승을 거두었다.

## 국가대표팀 경력
비가토는 1925년에서 1927년까지 이탈리아 국가대표팀에서 5경기 출전했다.

## 감독 경력
은퇴 후, 비가토는 감독으로서 유벤투스에 복귀해 1934-35 시즌 막판 지도했고, 유벤투스는 인테르나치오날레를 승점 2점차로 제치고 리그를 우승했다. 그의 후임으로 이듬해 비르지니오 로세타가 취임했다.

## 수상

### 선수
유벤투스
- 세리에 A: 1925–26, 1930–31

### 감독
유벤투스
- 세리에 A: 1934–35

## 같이 보기
- 원 클럽 맨 명단